# August Hermann Francke
August Hermann Francke (født 22. marts 1663 i Lübeck, død 8. juni 1727 i Halle) var en tysk pietistisk teolog og pædagog.

## Studier og professorater
Francke studerede ved universiteterne i Erfurt, Kiel og Leipzig. I 1686 grundlagde han i Leipzig et Collegium philobiblicum for øvelser i Bibelens filologiske og praktiske tolkning. Det religiøse indtryk var hos Francke tidligt det fremherskende, men selv betegnede han året 1687 som tidspunktet for sin omvendelse til en «levende kristendom».
Fra 1690-91 var han diakon ved Augustinkirken i Erfurt. Hans mere opbyggende end dogmatiske prædikener dér vakte stor opmærksomhed og fandt et stort antal tilhørere, også blandt katolikkerne. Mange af dem blev inspireret til at gå over til protestantismen, og til slut befalede den katolske fyrstebiskop af Mainz, som Erfurt hørte under, ham at forlade byen inden 48 timer.
I 1692 blev Francke professor i østerlandske sprog ved universitetet i Halle og dermed præst i Glaucha, en forstad til Halle. 1698 byttede han dette professorat mod et i teologi ved samme universitet. Gennem sin virksomhed som præst og akademisk lærer øvede han stor indflydelse og blev ved siden af Philipp Jacob Spener, hvis bekendtskab han havde gjort i 1689, en af pietismens grundlæggere.

## De franckeske stiftelser i Halle
I 1695 etablerede Francke en fri- og fattigskole og et par andre skoler og i 1697 en latinskole – De franckeske stiftelser, Die Franckeschen Stiftungen zu Halle. Med fattigskolen forenede han en anstalt for forældreløse børn, og da pladsen snart blev for trang til det store antal, som blev indmeldt i skolen, lagde han den 24. juli 1698 grundstenen til Waisenhuset i Halle, idet han stolede på at midler til at fuldføre byggeriet nok skulle komme ved frivillige bidrag. Hans regnestykke slog til, og i 1701 var byggeriet færdigt. Ved Franckes død var der 100 drenge og 34 piger i Waisenhuset og ved samtlige anstalter blev over 2200 børn undervist af 167 lærere og otte lærerinder. [kilde mangler]
Ud over disse anstalter etablerede Francke 1705 et missionsinstitut, og fra Den danske Halle-mission her udgik missionærer til blandt andet den danske koloni Trankebar i Sydindien. De første var Bartholomäus Ziegenbalg og Heinrich Plütschau, der ankom til Indien i 1706.
Til Franckes missionsinstitut knyttedes den af friherre von Canstein i 1710 etablerede Cansteinske Bibelanstalt som virkede for Bibelens spredning. Med indtægterne fra en boghandel, et apotek og frivillige gaver blev han i stand til at drive sine stiftelser uden offentlig støtte. Ved en god organisation og støtte af medhjælpere kunne han, ved siden af sin omfattende præstelige og akademiske virksomhed, overvåge og lede disse anstalter til sin død.
Franckes fortjenester som pædagog var den vægt han lagde på børns moralske dannelse, hans velvilje for alle de børn, som stod under hans beskyttelse, hans tese om at hvert barn burde behandles efter sin individualitet, den betydning han tillagde de såkaldte realfag og hans omsorg for læreruddannelsen.

## Kritik
Et kritikpunkt mod hans pædagogiske system var, at det var en religiøs ensretning, som førte til at børnene blev opfostret mere til kristne i pietistisk retning end til mennesker. Denne ensidighed, som under Franckes levetid blev modvirket af hans harmoniske personlighed, blev mere fremtrædende efter Franckes død, da ledelsen af hans stiftelser for en tid blev udøvet af hans søn, Gotthilf August Francke (1696-1769), men svandt med tiden.
Perioderne med bøn ved skolerne blev kortere og den klosteragtige tugt forsvandt. Varm menneskekærlighed og utrættelig iver for sine medmenneskers oplysning og forbedring har ikke engang Franckes modstandere kunnet frakende ham. Et eksempel på hans iver i denne retning er, at han fra 1711 sendte opbyggelige skrifter til de svenske krigsfanger i Sibirien.
En bronzestatue af Francke blev rejst i Halle i 1829.